# Ndogbiang
Ndogbiang ou Ndog Biang est un village de la Région du Littoral du Cameroun, situé dans la commune d'Édéa IIe. Il est situé sur la route qui lie Edéa à Dehane puis vers Ndogbiang.

## Population et développement
En 1967, la population de Ndogbiang était de 151 habitants. La population de Ndogbiang était de 169 habitants dont 86 hommes et 83 femmes, lors du recensement de 2005. Elle est essentiellement composée de Bakoko. 